# Muminfamiljen på Rivieran
Muminfamiljen på Rivieran (finsk titel Muumit Rivieralla) är en finsk-fransk tecknad film från 2014. Filmen regisserades av franske Xavier Picard, och samproducerades av honom och Hanna Hemilä. Filmen baserar sig på Muminserien Familjen lever högt, tecknad av Tove Jansson. Serien i sin tur bygger på Tove Janssons erfarenheter under en semester på Rivieran tillsammans med sin mor.
Filmen har fått 800 000 euro i stöd från Finlands filmstiftelse, av en total budget på 3 467 293 euro. Den hade premiär i Finland 10 oktober 2014, drygt hundra år efter Mumin-författaren Tove Janssons födelse.

## Handling
Muminfamiljen bestämmer sig för att åka på semester till Rivieran där de stöter på kulturkrockar med lokalbefolkningen.

## Röster
De svenska och finska rösterna har gjorts av samma röstskådespelare i huvudrollerna.
| Roll                                                                  | Svensk/finsk röst                       |
| --------------------------------------------------------------------- | --------------------------------------- |
| Mumintrollet                                                          | Kris Gummerus                           |
| Muminmamma                                                            | Maria Sid                               |
| Muminpappan                                                           | Mats Långbacka                          |
| Snorkfröken                                                           | Alma Pöysti                             |
| Lilla My                                                              | Ragni Grönblom                          |
| Marquis Mongaga / piratkapten                                         | Carl-Kristian Rundman                   |
| Clark Tresco / hotellportier trädgårdsmästare / pirat                 | Christoffer Strandberg                  |
| Audrey Glamour                                                        | Irina Björklund                         |
| Snusmumriken / Ynk borgmästare / betjänt / pirat m.fl.                | CG Wentzel                              |
| Mymlan m.fl.                                                          | Beata Harju                             |
| Hotellmottagare / strandvakt Samu eller Vita skuggan / Svarta skuggan | Paavo Kerosuo                           |
| Säljare / turist / hotellgäst / rik kvinna                            | Katariina Lohiniva                      |
| Ceremoni mästare / vakt                                               | Markus Degerman                         |
| Kvinna på stranden / katten                                           | Helene Qvist                            |
| Croupier, hovmästare, vakt                                            | Martin Bahne                            |
| Invånare                                                              | Frank Skog Peppe Forsblom Carla Rindell |

## Produktion

### Idé och bakgrund
Sophia Jansson, konstnärlig ledare för Moomin Characters, som har tillsyn över rättigheterna att använda Muminkaraktärer, började fundera på en ny Muminfilm när hennes moster Tove Janssons 100-årsdag började närma sig 2014. När det holländska produktionsbolaget Telescreens rätt att producera nya Muminfilmer och serier hade gått ut några år tidigare, nämnde av en slump Sophia Janssons vän, producenten Hanna Hemilä, att hon känner Xavier Picard, som skulle kunna vara en lämplig regissör för att regissera en bioversion av Mumin och säkert skulle respektera Tove Janssons ursprungliga vision.
Picard blev intresserad av filmidén som Sophia Jansson föreslog. Efter att noggrant ha bekantat sig med Muminserierna och -böckerna presenterade han i april 2010 för första gången sin vision för den kommande filmen. Den skulle baseras på Muminserien som ritades av Tove Jansson och publicerades i den brittiska dagstidningen The Evening News från och med 1955. Sophia Jansson välkomnade idéerna och bad Picard om en exempelbild av animationen. Under planeringsfasen av filmen övervägde Jansson att animera filmen i svartvitt, men enligt Picards uppfattning var en animerad långfilm i svartvitt inte intressant för den nutida allmänheten. De kom överens om att göra filmen handritad i 2D, eftersom linjerna i datoranimeringen såg för tjocka ut.
Svenska folkskolans vänner finansierade en animationspilot "The Black Shark" som producerad av filmens produktionsbolag för 10 000 euro. Detta två och en halv minut långa stilprov av Xavier Picard färdigställdes i april 2011. Det visar hur Muminfamiljen räddar fyrverkerier och böcker från ett sjunkande piratskepp. Provet övertygade Sophia Jansson, som gav grönt ljus att producera filmen. I juli 2011 forskade Picard, Hemilä och dramaturgen Annina Enckell på kopierade muminstrippar på engelska. Till sist valdes Muminfamiljen på Rivieran som huvudberättelse, vilken Hemilä tyckte var så rolig att den kunde erövra världen. Sophia Jansson tillät manusteamet att överföra muminremsorna, men inga nya karaktärer fick skapas i filmen.
Filmen bygger på den seriestrippen Familjen lever högt, som publicerades i Mumintrollet 2 (1957), utgiven av Schildt. Berättelsen bygger på händelser som Tove Jansson och hennes mor upplevde under en semester på Rivieran 1954. Man beslutade däremot att introducera karaktärerna för den internationella publiken genom att lägga till en scen i början av den filmen, där Muminfamiljen får idén att åka på en resa i Mumindalen. Sophia Jansson accepterade detta och det tillägg att Lilla My följer med till Rivieran, eftersom Picard ansåg att denna inspirerande karaktär måste tas med. Xavier Picard studerade också Janssons kartor över Mumindalen och skapade utifrån dem sin egen version för filmen.
Regissören var särskilt lockad av filosofin om Mumins liv och livets avslappnade nyfikna attityd. Filmen upprepar två gånger devisen, "Lev i frid, odla potatis och dröm," där Picard tycker att något mycket viktigt är kondenserat. ”Det är viktigare att utveckla sig själv och hitta en balans. Jag tror det och jag tror att Tove Jansson också tyckte det”.

### Animering
Picard skulle ha blivit nöjd med storyboarden först när den hade förberetts "kanske sex gånger". Muminfamiljen tog form i Picards Pictak-studio i Paris och under våren 2013 talade skådespelarna in sina repliker på engelska på band och rösterna kombinerades med storyboarden.
Enligt Hanna Hemilä designade Valerie Hadida filmens cirka 150 karaktärer för animatörerna. Animeringen av Muminfilmen, dvs. karaktärerna, ritades för hand i Sandman Animation Studio i Kina, och först efter det färgades bakgrunderna till karaktärerna i Paris. Ett 20-tal animatörer ritade 120 000 teckningar på papper och skannade in dem på datorn.
Filmens ljudspår spelades in i Tuotantotalo Wernes lokaler.

## Mottagande
Muminfamiljen på Rivieran hade biopremiär i Finland den 10 oktober 2014 och sågs totalt av 178 389 åskådare. 
Picard har sagt att han ville ta Muminfamiljen till modern tid och göra en film för både barn och vuxna. Muminpappan dricker whisky precis som i serien, vilket upprörde många. Picard har bemött den kritiken med "Jag är inte alls orolig för användningen av alkohol i min film. Det finns inget sex eller våld i Mumin. Barn ser mycket tuffare filmer än vad vuxna tror. Om du tror att du gör en film för tonåringar, är det för dagens barn."

## Distribution
Förutom i Norden och Frankrike visades filmen också på bio i Japan, Hong Kong, Macao, Schweiz, Israel och Arabstaterna i Mellanöstern.
Muminfamiljen på Rivieran finns utgiven på DVD i finsk och svensk version.
Den 26 december 2017 visades den svenska versionen av filmen på TV-kanalen Yle Teema och den 31 december 2017 sändes den finska versionen.